# Homebush Bay
Homebush Bay est une ville-banlieue se situant dans la zone d'administration locale du Conseil d'Auburn, dans la région de Sydney Ouest, dans l'État de Nouvelle-Galles du Sud, en Australie. Elle abrite le Parc olympique de Sydney construit pour les Jeux olympiques d'été de 2000. Elle compte 1 311 habitants en 2006.
Homebush Bay se trouve à environ 16 kilomètres à l'ouest du Central business district de Sydney, au sud de Meadowbank, au nord de Homebush, à l'ouest de Liberty Grove et à l'est de Newington.

## Histoire
La région fait partie du territoire traditionnelle ayant appartenu au peuple de Wann-gal qui a utilisé les ressources offertes par l'estuaire pour prospérer. Les premiers colons européens sont arrivés en 1793 et donné à ce territoire le statut de « Flats », c'est-à-dire des terres données à des hommes libres britanniques. Durant cette période, le territoire a été dominé par deux familles : les Blaxland et les Wentworth.
Homebush Bay fut établie durant le XIXe siècle par le chirurgien adjoint irlandais D'arcy Wentworth. Selon l'historien local Michael Jones, Wenthworth a attribué le nom de « Homebush », selon le jeu de mots suivant : c'était « sa maison dans le bush » (« his home in the bush », d'où Homebush). Homebush est également un endroit dans le Kent.
Durant le XXe siècle, Homebush Bay était un centre de l'industrie lourde, qui a subi des défrichements pour accueillir les installations industrielles. Lorsque les opérations industrielles se sont réduites, la zone est devenue un dépotoir pour de nombreux matériaux "indésirables" comme des déchets toxiques. Des agents chimiques comme l'agent orange et des dioxines ont été enterrés.
Dans les années 1980, des actions de réhabilitation ont été conduites dans la baie. Cela a conduit à la construction du Bicentiennal Park, incluant des programmes de régénération des mangroves et des marais salants. En préparation des Jeux olympiques d'été de 2000, il a été décidé de construire le Parc olympique à Homebush Bay, ce qui a accéléré les opérations de réhabilitation. Des zones résidentielles et commerciales se sont développées par la suite.

## Hydrographie
Homebush bay est située sur la côte sud de la rivière Paramatta ; immédiatement à l'est, se trouve Bray Bay, qui est séparée de Homebush Bay par une péninsule qui forme la banlieue de Rhodes. Bray Bay est le plus à l'est des grandes baies de la rivière Parramatta.
De nombreux affluents de la rivière Paramatta sont présents près de Homebush Bay : Powells Creek et Boundary Creek au sud, et Haslams Creek depuis le nord.
Des coques de navire sont visibles à Homebush Bay, vestige des opérations de démolition navale dans la baie durant le XXe siècle. Les épaves des bateaux à vapeur SS Ayrfield et SS Mortlake Bank, du remorqueur à vapeur SS Heroic et du vaisseau HMAS Karangi sont présents dans la côte sud-ouest de la baie depuis les années 1970. Des vaisseaux abandonnés ou détruits sont présents à proximité.

## Paysages
Le Bicentennial Park est localisé dans la partie sud de la ville-banlieue qui porte un héritage naturel d'avant l'urbanisation de la baie: une mangrove.
Le Parc olympique de Sydney, composé de 640 hectares de terrain est localisé au sud-est de Homebush Bay. Depuis les Jeux Olympiques de Sydney en 2000, des bureaux et des zones résidentielles ont été construits dans la zone, notamment Newington, The Waterfront et le Mariners Cove.
À l'est de la ville-banlieue, au sein de la banlieue de Rhodes, se trouve le Rhodes Waterside, un grand centre commercial.
L'hôtel Novotel possède des cafés, des restaurants et des bars avec des équipements extérieurs réservés aux évènements spéciaux se tenant dans le Parc olympique de Sydney.
Bennelong Bridge, un pont ouvert uniquement aux piétons, aux cyclistes et bus, traverse la ville. Le pont a été ouvert en 2016. Entre 2014 et 2016, durant sa construction, le pont était protégé par une zone d'exclusion maritime, les bateaux ne pouvaient entrer ou sortir de la baie de Homebush.

## Transports
Deux stations du réseau métropolitain ferroviaire de la banlieue de Sydney sont présentes dans la ville-banlieue. Au sud-ouest, la station Olympic Park a été construite dans le but de prendre en charge les nombreux spectateurs assistés aux Jeux olympiques d'été de 2000 et aux évènements se tenant dans le Parc olympique. Elle est desservie par une navette connectant le Parc à une autre station, Lidcombe.
Un quai de transbordement dessert le Parc olympique, le service de ferry étant assuré par le Sydney Ferries' Parramatta River ferry services. À présent, le quai est surtout utilisé par les résidents de Wentworth Point.

## Culture

### Événements
Le Sydney Royal Easter Show est une foire agricole qui se tient dans le centre d'exposition The Dome.

### Sport
Ci-dessous, une liste des évènements sportifs passés qui se sont tenus à Homebush Bay.
- Des matchs de la National Rugby League incluant le « Grand Final » à l'ANZ Stadium.
- l'Équipe de Nouvelle-Galles du Sud de cricket joue deux matchs dans le cadre de la compétition nationale australienne de limited-overs cricket à domicile à l'ANZ Stadium durant chaque saison.
- l'Équipe nationale d'Australie de football, les Socceroos, ont joué divers matchs dans le cadre de différents compétitions: contre l'Uruguay pour la qualification pour la coupe du monde de football de 2006 et un match amical contre le Paraguay par exemple.
- Le championnat automobile australien V8 Supercars a eu lieu dans l'enceinte du Sydney 500 chaque année depuis 2009.

### Culture Pop
Le parc Brickpit du Parc olympique a été utilisé dans l'œuvre cinématographique Mad Max: Au-delà du dôme de tonnerre.

## Galerie de photos

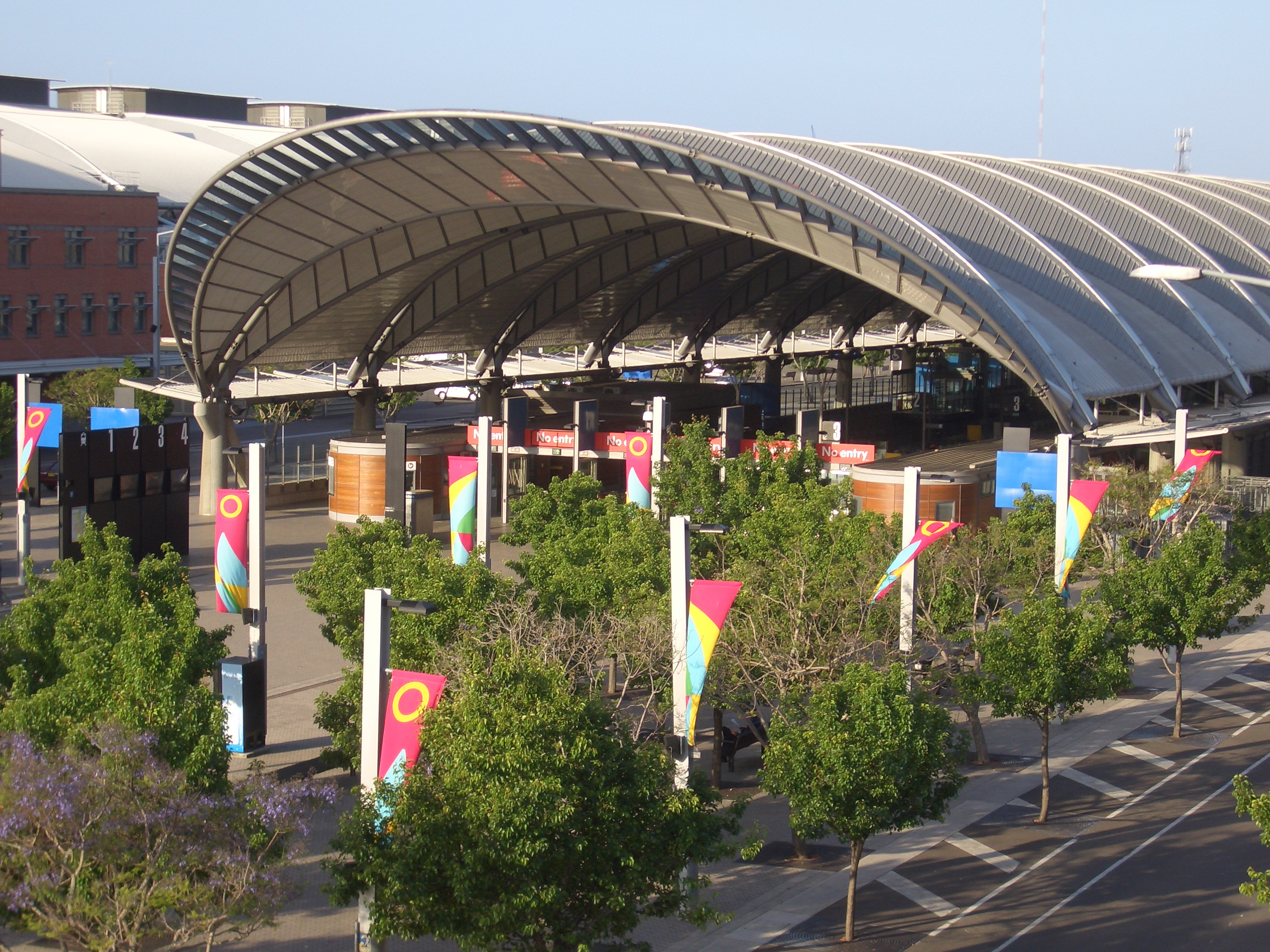
Gare du Parc olympique de Sydney
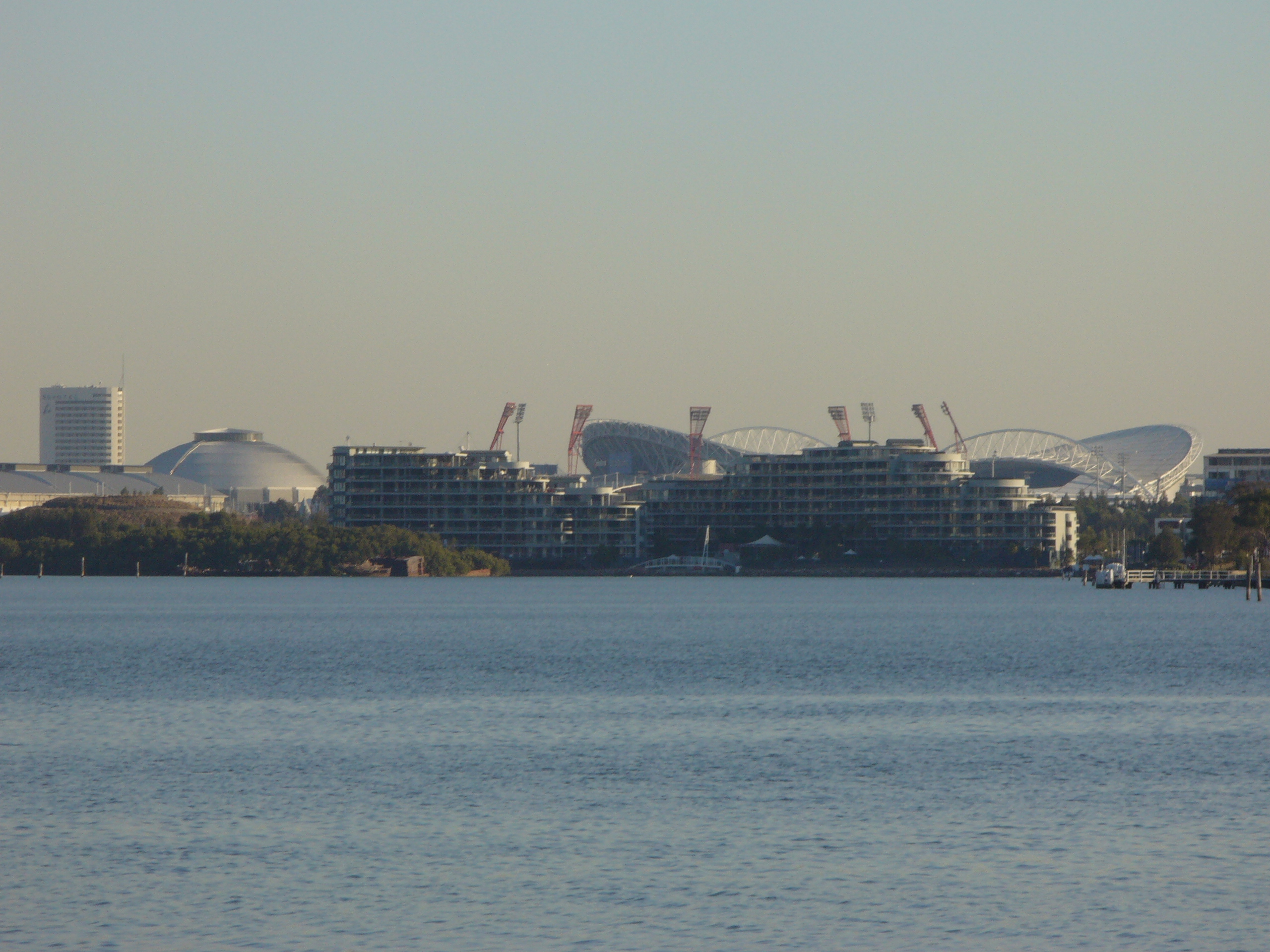
Homebush Bay
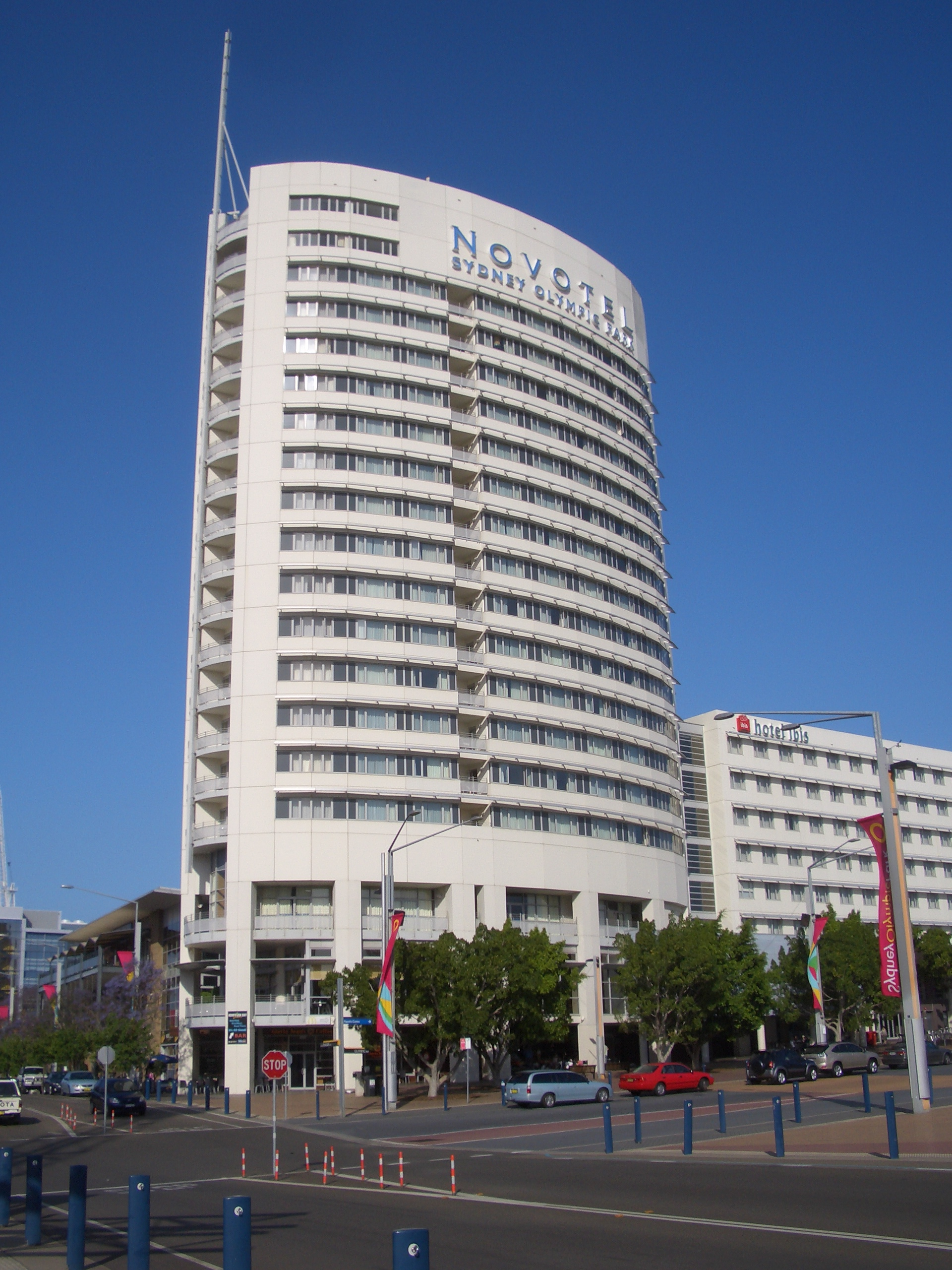
Hôtels de Homebush Bay
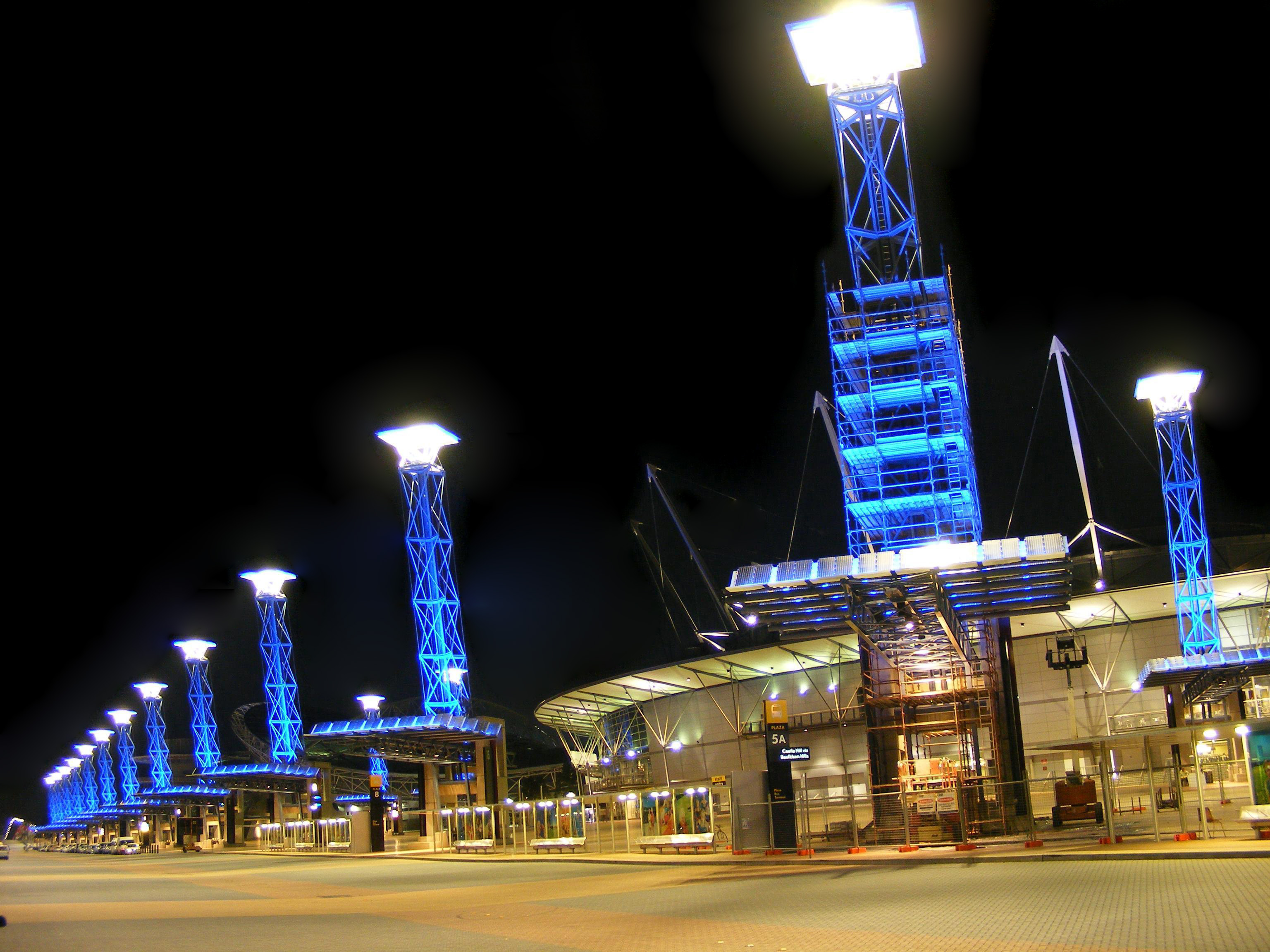
Boulevard Olympique